# Friedrich Oppenhoff
Friedrich Christian Oppenhoff (* 28. Dezember 1811 in Recklinghausen; † 14. Dezember 1875 in Berlin) war ein deutscher Jurist sowie Mitglied des Reichstags des Norddeutschen Bundes und des Zollparlaments.

## Leben
Der Sohn des Landgerichtspräsidenten in Kleve, Karl Joseph Oppenhoff (1779–1843) und Enkel des Kurkölnischen Prokurators und Bonner Notars Theodor Oppenhoff († 1804) sowie Bruder des Aachener Landgerichtspräsidenten Theodor Oppenhoff, besuchte das Gymnasium in Kleve und studierte Rechtswissenschaft an den Universitäten Göttingen, Bonn und Berlin. 1838 wurde er Assessor. 1841 erhielt er eine Assessorstelle beim Landgericht Aachen und 1844 wurde er an den Appellationsgerichtshof Köln berufen. Im selben Jahre wurde er zum Staatsprokurator in Aachen ernannt. 1848 wurde er in die Gesetzgebungskommission des Königreichs Hannover berufen, die die eine grundlegende Reform der hannoverschen Gerichtsverfassung vorbereitete. Hier war Oppenhoff maßgeblich an dem Entwurf für die neue Strafprozessordnung von 1850 beteiligt. Ab 1850 war er Oberprokurator in Trier und ab 1853 Oberstaatsanwalt beim Preußischen Obertribunal in Berlin.
1856 gab Oppenhoff den Kommentar zum Preußischen Strafgesetzbuch heraus und 1860 den Kommentar zu den Preußischen Gesetzen über das mündliche und öffentliche Verfahren in Strafsachen. Um dieselbe Zeit begann er mit der Herausgabe der Urteilssammlung Rechtsprechung des Preußischen Obertribunals in Strafsachen. 1868 erhielt er die Ehrendoktorwürde der Universität Bonn.
1871 gab er den Kommentar zum Reichsstrafgesetzbuch heraus.
1870 wurde er in einer Ersatzwahl im Wahlkreis Düsseldorf 12 (Neuss, Grevenbroich) in den Reichstag des Norddeutschen Bundes gewählt, wodurch er gleichzeitig auch Mitglied des Zollparlaments wurde. Er trat der Fraktion der Konservativen bei.